# 豪尔赫·托雷斯·尼洛
豪尔赫·托雷斯·尼洛（西班牙語：Jorge Torres Nilo，1988年1月16日—），墨西哥男子足球运动员，司职边后卫。他曾代表墨西哥参加2007年泛美运动会足球比赛，获得一枚铜牌。他也曾参加2016年夏季奥运会。